# Христо Стоїчков
Христо Стоїчков (болг. Хри́сто Стои́чков Стои́чков, 8 лютого 1966, Пловдив) — болгарський футболіст, нападник. Володар золотого м'яча (1994) та золотого бутса (1990). Лауреат Ювілейної нагороди УЄФА як найвидатніший болгарський футболіст 50-річчя (1954—2003).
Разом з Олегом Саленком став найкращим бомбардиром Чемпіонату світу з футболу 1994 року забивши 6 голів.

## Біографія
Стоїчков вперше проявив себе граючи за софійський ЦСКА. В одному з матчів Кубка Кубків проти Барселони він зробив за матч хет-трик, і Йоган Кройф наполіг на тому, щоб Стоїчков перейшов в Барселону. Він перейшов у 1990 році за $4,5 млн. В перших трьох сезонах Христо забив 60 голів, але з'явились плітки про його перехід у іншу команду у зв'язку з суперечками з Кройфом.
Найвищий зліт кар'єри Стоїчков пережив у 1994, Збірна Болгарії дійшла до півфіналу Чемпіонату світу, а він був визнаний найкращим гравцем року у Європі. Але по причині попередніх суперечок він на рік перейшов в італійську Парму, і повернувся в Каталонію коли Кройфа вже не було. В кінці кар'єри Стоїчков грав за Чикаго Файр, в складі цієї команди він виграв Кубок США з футболу.
У 2004 році Стоїчков став головним тренером Збірної Болгарії з футболу. У 2007 він очолив іспанську Сельта, а після цього клубу він очолив Мамелоді Сандаунз. У 2012 році Христо Стоїчков очолив болгарський Літекс, а частину 2013 року пропрацював головним тренером ЦСКА (Софія).
| Дата       | Місто         | Господарі          | Результат          | Гості              | Турнір                   | Голи | Примітки |
| ---------- | ------------- | ------------------ | ------------------ | ------------------ | ------------------------ | ---- | -------- |
| 23/09/1987 | Софія         | Болгарія           | 2 – 0              | Бельгія            | Відбір до ЧЄ 1988        | -    |          |
| 14/10/1987 | Дублін        | Ірландія           | 2 – 0              | Болгарія           | Відбір до ЧЄ 1988        | -    |          |
| 11/11/1987 | Софія         | Болгарія           | 0 – 1              | Шотландія          | Відбір до ЧЄ 1988        | -    |          |
| 21/01/1988 | Доха          | Катар              | 2 – 3              | Болгарія           | товариський матч         | 1    |          |
| 29/01/1988 | Каїр          | Єгипет             | 1 – 0              | Болгарія           | товариський матч         | -    |          |
| 23/03/1988 | Софія         | Болгарія           | 2 – 0              | Чехія              | товариський матч         | -    |          |
| 13/04/1988 | Бургас        | Болгарія           | 1 – 1              | НДР                | товариський матч         | -    |          |
| 4/08/1988  | Вааса         | Фінляндія          | 1 – 1              | Болгарія           | товариський матч         | -    |          |
| 7/08/1988  | Рейк'явік     | Ісландія           | 2 – 3              | Болгарія           | товариський матч         | -    |          |
| 9/08/1988  | Осло          | Норвегія           | 1 – 1              | Болгарія           | товариський матч         | 1    |          |
| 21/09/1988 | Софія         | Болгарія           | 2 – 2              | СРСР               | товариський матч         | 1    |          |
| 24/09/1988 | Білосток      | Польща             | 3 – 2              | Болгарія           | товариський матч         | 1    |          |
| 19/10/1988 | Софія         | Болгарія           | 1 – 3              | Румунія            | Відбір до ЧС 1990        | -    |          |
| 2/11/1988  | Копенгаген    | Данія              | 1 – 1              | Болгарія           | Відбір до ЧС 1990        | -    |          |
| 24/12/1988 | Шарджа        | ОАЕ                | 0 – 1              | Болгарія           | товариський матч         | -    |          |
| 21/02/1989 | Софія         | Болгарія           | 1 – 2              | СРСР               | товариський матч         | -    |          |
| 22/03/1989 | Софія         | Болгарія           | 1 – 2              | НДР                | товариський матч         | -    |          |
| 26/04/1989 | Софія         | Болгарія           | 0 – 2              | Данія              | Відбір до ЧС 1990        | -    |          |
| 17/05/1989 | Бухарест      | Румунія            | 1 – 0              | Болгарія           | Відбір до ЧС 1990        | -    |          |
| 23/08/1989 | Ерфурт        | НДР                | 1 – 1              | Болгарія           | товариський матч         | -    |          |
| 20/09/1989 | Чезена        | Італія             | 4 – 0              | Болгарія           | товариський матч         | -    |          |
| 11/10/1989 | Варна         | Болгарія           | 4 – 0              | Греція             | Відбір до ЧС 1990        | 1    |          |
| 15/11/1989 | Афіни         | Греція             | 1 – 0              | Болгарія           | Відбір до ЧС 1990        | -    |          |
| 5/05/1990  | Кампінас      | Бразилія           | 2 – 1              | Болгарія           | товариський матч         | -    |          |
| 12/09/1990 | Женева        | Швейцарія          | 2 – 0              | Болгарія           | Відбір до ЧЄ 1992        | -    |          |
| 17/10/1990 | Бухарест      | Румунія            | 0 – 3              | Болгарія           | Відбір до ЧЄ 1992        | -    |          |
| 14/11/1990 | Софія         | Болгарія           | 1 – 1              | Шотландія          | Відбір до ЧЄ 1992        | -    |          |
| 25/09/1991 | Софія         | Болгарія           | 2 – 1              | Італія             | товариський матч         | 1    |          |
| 16/10/1991 | Софія         | Болгарія           | 4 – 0              | Сан-Марино         | Відбір до ЧЄ 1992        | 1    |          |
| 20/11/1991 | Софія         | Болгарія           | 1 – 1              | Румунія            | Відбір до ЧЄ 1992        | -    |          |
| 28/04/1992 | Берн          | Швейцарія          | 0 – 2              | Болгарія           | товариський матч         | -    |          |
| 14/05/1992 | Гельсінкі     | Фінляндія          | 0 – 3              | Болгарія           | Відбір до ЧС 1994        | -    |          |
| 19/08/1992 | Софія         | Болгарія           | 1 – 1              | Мексика            | товариський матч         | 1    |          |
| 9/09/1992  | Софія         | Болгарія           | 2 – 0              | Франція            | Відбір до ЧС 1994        | 1    |          |
| 2/12/1992  | Тель-Авів-Яфо | Ізраїль            | 0 – 3              | Болгарія           | Відбір до ЧС 1994        | -    |          |
| 14/04/1993 | Відень        | Австрія            | 3 – 1              | Болгарія           | Відбір до ЧС 1994        | -    |          |
| 28/04/1993 | Софія         | Болгарія           | 2 – 0              | Фінляндія          | Відбір до ЧС 1994        | 1    |          |
| 12/05/1993 | Софія         | Болгарія           | 2 – 2              | Ізраїль            | Відбір до ЧС 1994        | 1    |          |
| 8/09/1993  | Софія         | Болгарія           | 1 – 1              | Швеція             | Відбір до ЧС 1994        | 1    |          |
| 13/10/1993 | Софія         | Болгарія           | 4 – 1              | Австрія            | Відбір до ЧС 1994        | 1    |          |
| 17/11/1993 | Париж         | Франція            | 1 – 2              | Болгарія           | Відбір до ЧС 1994        | -    |          |
| 3/06/1994  | Софія         | Болгарія           | 1 – 1              | Україна            | товариський матч         | -    |          |
| 21/06/1994 | Даллас        | Нігерія            | 3 – 0              | Болгарія           | ЧС 1994 - 1-й етап       | -    |          |
| 26/06/1994 | Чикаго        | Болгарія           | 4 – 0              | Греція             | ЧС 1994 - 1-й етап       | 2    |          |
| 30/06/1994 | Даллас        | Аргентина          | 0 – 2              | Болгарія           | ЧС 1994 - 1-й етап       | 1    |          |
| 5/07/1994  | Нью-Йорк      | Мексика            | 1 – 1 (1 - 3 п.п.) | Болгарія           | ЧС 1994 - 1/8 фіналу     | 1    |          |
| 10/07/1994 | Нью-Йорк      | Болгарія           | 2 – 1              | Німеччина          | ЧС 1994 - чвертьфінал    | 1    |          |
| 13/07/1994 | Нью-Йорк      | Болгарія           | 1 – 2              | Італія             | ЧС 1994 - Semifinale     | 1    |          |
| 16/07/1994 | Пасадена      | Швеція             | 4 – 0              | Болгарія           | ЧС 1994 - Фінал 3º posto | -    |          |
| 12/10/1994 | Софія         | Болгарія           | 2 – 0              | Грузія             | Відбір до ЧЄ 1996        | -    |          |
| 16/11/1994 | Софія         | Болгарія           | 4 – 1              | Молдова            | Відбір до ЧЄ 1996        | 2    |          |
| 14/12/1994 | Кардіфф       | Уельс              | 0 – 3              | Болгарія           | Відбір до ЧЄ 1996        | 1    |          |
| 29/03/1995 | Софія         | Болгарія           | 3 – 1              | Уельс              | Відбір до ЧЄ 1996        | -    |          |
| 26/04/1995 | Кишинів       | Молдова            | 0 – 3              | Болгарія           | Відбір до ЧЄ 1996        | 2    |          |
| 7/06/1995  | Софія         | Болгарія           | 3 – 2              | Німеччина          | Відбір до ЧЄ 1996        | 2    |          |
| 6/09/1995  | Тирана        | Албанія            | 1 – 1              | Болгарія           | Відбір до ЧЄ 1996        | 1    |          |
| 7/10/1995  | Софія         | Болгарія           | 3 – 0              | Албанія            | Відбір до ЧЄ 1996        | -    |          |
| 11/10/1995 | Тбілісі       | Грузія             | 2 – 1              | Болгарія           | Відбір до ЧЄ 1996        | 1    |          |
| 15/11/1995 | Берлін        | Німеччина          | 3 – 1              | Болгарія           | Відбір до ЧЄ 1996        | 1    |          |
| 28/05/1996 | Софія         | Болгарія           | 3 – 0              | Північна Македонія | товариський матч         | 1    |          |
| 2/06/1996  | Софія         | Болгарія           | 4 – 1              | ОАЕ                | товариський матч         | 1    |          |
| 9/06/1996  | Лідс          | Іспанія            | 1 – 1              | Болгарія           | ЧЄ 1996 - 1-й етап       | 1    |          |
| 13/06/1996 | Ньюкасл       | Болгарія           | 1 – 0              | Румунія            | ЧЄ 1996 - 1-й етап       | 1    |          |
| 18/06/1996 | Ньюкасл       | Франція            | 3 – 1              | Болгарія           | ЧЄ 1996 - 1-й етап       | 1    |          |
| 8/07/1997  | Бургас        | Болгарія           | 4 – 0              | Люксембург         | Відбір до ЧС 1998        | 1    |          |
| 20/08/1997 | Софія         | Болгарія           | 1 – 0              | Ізраїль            | Відбір до ЧС 1998        | -    |          |
| 10/09/1997 | Софія         | Болгарія           | 1 – 0              | Росія              | Відбір до ЧС 1998        | -    |          |
| 11/10/1997 | Москва        | Росія              | 4 – 2              | Болгарія           | Відбір до ЧС 1998        | -    |          |
| 10/03/1998 | Буенос-Айрес  | Аргентина          | 2 – 0              | Болгарія           | товариський матч         | -    |          |
| 25/03/1998 | Скоп'є        | Північна Македонія | 1 – 0              | Болгарія           | товариський матч         | -    |          |
| 5/06/1998  | Софія         | Болгарія           | 2 – 0              | Алжир              | товариський матч         | 1    |          |
| 12/06/1998 | Монпельє      | Болгарія           | 0 – 0              | Парагвай           | ЧС 1998 - 1-й етап       | -    |          |
| 19/06/1998 | Париж         | Нігерія            | 1 – 0              | Болгарія           | ЧС 1998 - 1-й етап       | -    |          |
| 24/06/1998 | Ліон          | Іспанія            | 6 – 1              | Болгарія           | ЧС 1998 - 1-й етап       | -    |          |
| 6/09/1998  | Софія         | Болгарія           | 0 – 3              | Польща             | Відбір до ЧЄ 2000        | -    |          |
| 10/10/1998 | Лондон        | Англія             | 0 – 0              | Болгарія           | Відбір до ЧЄ 2000        | -    |          |
| 14/10/1998 | Бургас        | Болгарія           | 0 – 1              | Швеція             | Відбір до ЧЄ 2000        | -    |          |
| 23/12/1998 | Агадір        | Марокко            | 4 – 1              | Болгарія           | товариський матч         | -    |          |
| 16/02/1999 | Гонконг       | Болгарія           | 1 – 3              | Єгипет             | товариський матч         | -    |          |
| 27/03/1999 | Брюссель      | Бельгія            | 0 – 1              | Болгарія           | товариський матч         | -    |          |
| 31/03/1999 | Люксембург    | Люксембург         | 0 – 3              | Болгарія           | товариський матч         | 1    |          |
| 4/06/1999  | Варшава       | Польща             | 2 – 0              | Болгарія           | Відбір до ЧЄ 2000        | -    |          |
| 9/06/1999  | Софія         | Болгарія           | 1 – 1              | Англія             | Відбір до ЧЄ 2000        | -    |          |
| Усього     |               | Матчів (8 місце)   | 83                 |                    | Голів (3 місце)          | 37   |          |

## Досягнення

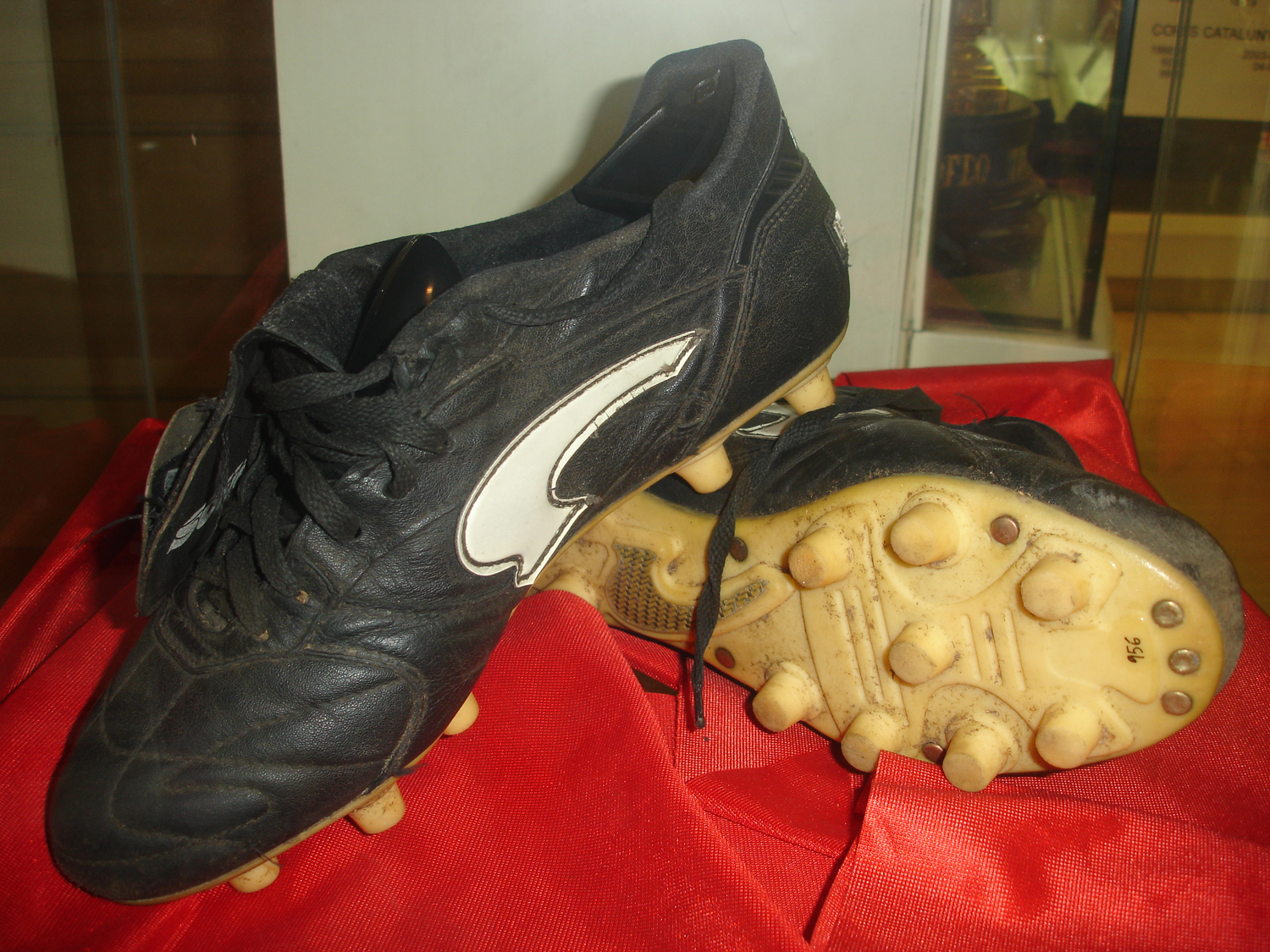
Бутси в яких Христо Стоїчков забив свій 100-й м'яч за «Барселону»

### Командні
ЦСКА Софія
- Чемпіон Болгарії: 1986/87, 1988/89, 1989/90
- Віце-чемпіон Болгарії: 1984/85, 1987/88
- Володар Кубка Болгарії: 1984/85, 1986/87, 1987/88, 1988/89
- Володар Суперкубка Болгарії: 1989

Барселона
- Чемпіон Іспанії: 1990/91, 1991/92, 1992/93, 1993/94
- Віце-чемпіон Іспанії: 1996/97
- Володар Суперкубка Іспанії: 1991, 1992, 1994, 1996
- Володар Кубка Іспанії: 1996/97
- Переможець Кубка європейських чемпіонів: 1991/92
- Фіналіст Ліги чемпіонів: 1993/1994
- Переможець Суперкубка УЄФА: 1992, 1997
- Володар Кубка Кубків: 1996/97

Аль-Насрі
- Переможець Азійського Кубка Кубків: 1998

Касива Рейсол
- Володар Кубка Джей-ліги

Чикаго Файр
- 2-ге місце в регулярному чемпіонаті MLS: 2000, 2001
- Фіналіст плей-офф MLS: 2000
- Володар Кубка США: 2000

Збірна Болгарії
- 4-те місце на Чемпіонаті світу з футболу 1994 року

### Особисті
- Найкращий футболіст Болгарії: 1989,1990,1991,1992,1994
- Найкращий бомбардир Чемпіонату Болгарії: 1988/89 (23 голи), 1989/90 (38 голів)
- Володар «Золотого бутса», як найкращий бомбардир в Європі: 1990 (38 голів)
- Володар «Золотого м'яча»: 1994
- Нагороджений «Золотим бутсом» чемпіонату світу, як найкращий нападник турніру: 1994 (6 голів)
- Включений в список ФІФА 100
- Найвидатніший болгарський футболіст 50-річчя (1954—2003).

## Відзнаки і нагроди
- Почесний громадянин Софії (1994)[2].
- Почесний громадянин Старої Загори (2017)[3].